# Argyroderma ringens
Argyroderma ringens är en isörtsväxtart som beskrevs av L. Bol. Argyroderma ringens ingår i släktet Argyroderma och familjen isörtsväxter. Inga underarter finns listade i Catalogue of Life.